# Rape-and-Revenge-Film
Ein Rape-and-Revenge-Film ist ein Film, der zum Subgenre der sogenannten Exploitationfilme gehört. Diese Art von Filmen, deren Übersetzung „Vergewaltigung-und-Rache-Film“ lautet, war ein vor allem in den 1970er und frühen 1980er Jahren populäres Genre, welches nach der Jahrtausendwende eine Renaissance erlebte.

## Klassischer Aufbau
Rape-and-Revenge-Filme folgen im Wesentlichen einem dreiaktigen Handlungsmuster:
- Akt I: Ein (meist weibliches) Opfer wird vergewaltigt und manchmal zusätzlich gefoltert. Der oder die Täter lassen ihr Opfer zurück und halten es mitunter für tot. In einigen, meist älteren, Filmen starb das Opfer an den Folgen, wurde getötet oder nahm sich das Leben.
- Akt II: Das Opfer überlebt und kommt wieder zu sich oder stirbt, wird entdeckt und die Familie nimmt Rache.
- Akt III: Das Opfer (gegebenenfalls von Partnern, Familienangehörigen oder nah stehenden Personen begleitet) nimmt Rache, wobei ehemalige Peiniger z. T. getötet, entehrt oder selbst vergewaltigt werden.

## Entwicklung des Genres

### Die 1970er und 1980er
In älteren Filmen stirbt das Opfer oft am Ende des ersten Aktes und die Rache wird von ihrer Familie durchgeführt. Die Jungfrauenquelle (Jungfrukällan) von 1960 ist ein bemerkenswerter Film, der als erster Film dieses Genres gilt und vom Regisseur Ingmar Bergman stammt. In Ausnahmefällen, wie dem Film Open Season – Jagdzeit, rächt der Täter nicht nur eine ihm bekannte Person, sondern beseitigt die Vergewaltiger auch zum Wohle der Allgemeinheit.
Insbesondere bei den Filmen aus den 1970er Jahren, kam es oft vor, dass weibliche Opfer nicht überlebten, so dass ihre Männer, Väter oder Brüder sie rächen, wie in klassischen Western (Der letzte Zug von Gun Hill, 1959), aber auch Selbstjustiz-Dramen, die außerhalb des Western-Genres angesiedelt sind (wie Ein Mann sieht rot von 1976 und Auge um Auge von 1996). In moderneren Vertretern des Genres überlebt die Frau (fast) immer und ihre Rache kennt mitunter so gut wie keine Grenzen.
Zu Beginn der 1970er Jahre erfuhr das Genre einen ersten großen Aufschwung, welcher unter anderem durch die Erfolge von Wer Gewalt sät (1971) und Beim Sterben ist jeder der Erste (1972) ausgelöst wurde. Als die ersten Genre-Klassiker, in denen das Opfer nicht nur überlebt, sondern persönlich Rache nimmt, gelten Thriller – ein unbarmherziger Film (1973) und Ich spuck auf dein Grab (1978). Die Entwicklung zur übermächtigen Rächerin wird dabei häufig mit Hilfe von standardisierten Szenen dargestellt, bei denen entweder Training absolviert oder der Racheakt gezielt vorbereitet wird.

### Nach der Jahrtausendwende
Die kommerziell erfolgreichen Remakes alter Rape-and-Revenge-Filme, waren erste Anzeichen für ein neues Interesse an Geschichten, bei denen es um Verbrechen und
Vergeltung, Schuld und Sühne, sowie Gesetz und Gerechtigkeit ging. Zusätzlich wurden die Geschlechterrollen modern interpretiert und das Spannungsfeld zwischen Sexualität und Gewalt neu ausgelotet. Filme, die nach 2000 gedreht wurden zählten The Last House on the Left (2009), bei dessen Neuverfilmung der ehemalige Regisseur Wes Craven am Drehbuch beteiligt war. Die Neuverfilmung des umstrittenen Filmes Ich spuck auf dein Grab kam 2010 heraus. Auch Muttertag bekam eine Fortsetzung, ebenso wie Wer Gewalt sät (1971) mit dem 40 Jahre später produzierten Straw Dogs – Wer Gewalt sät.
In Gaspar Noés Film Irréversible (2002) wurde die klassische Struktur aufgelöst, wobei der erste Akt der Darstellung der Rache gewidmet ist und erst die Rückverfolgung die Ereignisse zeigt, die zu diesem Punkt geführt haben. Roger Ebert argumentierte, dass der Film daher nicht als Exploitationfilm gelten könne, da hier keine Ausbeutung („Exploitation“) des Themas stattfinden würde.

### Wissenschaftliche Betrachtung
Durch die Weiterentwicklung des Genres, bei dem das Opfer zunehmend zur Akteurin der eigenen Rache wird, begann die wissenschaftlichen Rezeption meist aus der Sichtweise des feministischen Empowerments. Ein Großteil dieser kritischen Aufmerksamkeit kommt von feministischen Kritikerinnen, die die komplexe Politik in diesem Genre und ihre Auswirkungen auf das Kino im Allgemeinen untersuchen. Im Buch Rape-Revenge Films: A Critical Study von Alexandra Heller-Nicholas wurde eine Analyse der Rape-and-Revenge-Filme vorgenommen und veröffentlicht. Das Buch wendet sich gegen eine vereinfachende Verwendung des Begriffs Rape-Revenge, da es in einigen Filmen oft auch ernsthaft um die Frage der Moralität der Rache gehe.
Dennoch äußerten sich im Laufe der Zeit zunehmend unterschiedlichste Filmkritiker zu dem Genre und beleuchteten dabei unter anderem Aspekte wie Rassismus, Gender, Geschlechterpolitik und Homosexualität in Rape-and-Revenge-Filmen.

### Sonstiges
- Viele Rape-and-Revenge-Filme mit einer weiblichen Hauptrolle machten ihre Protagonistin zusätzlich zum „Final Girl“.
- Neben dem Klassiker, in dem das Opfer weiblich und (fast immer) hellhäutig ist, ist mitunter auch die Vergewaltigung eines Mannes Thema, wie in Beim Sterben ist jeder der Erste von 1972[3] oder auch Sleepers von 1996.
- Die ursprüngliche Variante, bei der ein weibliches Opfer entweder ermordet wird oder sich nach der Tat suizidiert und dann von einem Familienangehörigen oder Partner gerächt wird, ist mitunter auch in neueren Kriminalfilmen vertreten, beispielsweise bei den Tatortfolgen Tatort: Bestien (2001), Preis des Lebens (2015).
- Das Motiv Rape-and-Revenge kommt mitunter auch als Nebenhandlung in Filmen vor, wie z. B. bei Quentin Tarantinos Rache-Epos Kill Bill – Volume 1 (2003).

## Beispiele
Einige der hier genannten Filme wurden von Rikke Schubart in „Super Bitches and Action Babes“ (2007) oder Alexandra Heller-Nicholas in „Rape-Revenge Films: A Critical Study“ (2011) vorgestellt.

### Filme bis 1990
| Jahr | Filmtitel                          | Land     | Regie             | Anmerkungen | Tipp               |
| ---- | ---------------------------------- | -------- | ----------------- | --- | ------------------ |
| 1960 | Die Jungfrauenquelle               | Schweden | Ingmar Bergman    | Als Vorlage diente eine mittelalterliche Ballade. Wes Craven adaptiert den Stoff 1972 für Das letzte Haus links.     | [ 2 ] [ 10 ]       |
| 1971 | In einem Sattel mit dem Tod        | GB       | Burt Kennedy      | Western (Originaltitel: „Hannie Caulder“)                                                                            | [ 3 ]              |
| 1971 | Wer Gewalt sät                     | GB       | Sam Peckinpah     | Verfilmung des Romans The Siege of Trencher's Farm. Neuverfilmung als Straw Dogs – Wer Gewalt sät (2011)             | [ 3 ] [ 2 ]        |
| 1972 | Das letzte Haus links              | USA      | Wes Craven        | Remake; The Last House on the Left (2009)                                                                            | [ 10 ] [ 11 ]      |
| 1972 | Beim Sterben ist jeder der Erste   | USA      | John Boorman      | Nach dem Roman Flussfahrt von James Dickey. Hier ist das Opfer ein Mann.                                             | [ 3 ]              |
| 1973 | Lady Snowblood                     | JAP      | Toshiya Fujita    | Verfilmung des gleichnamigen Mangas Lady Snowblood. Fortsetzung Lady Snowblood 2: Love Song of Vengeance (1974)      |                    |
| 1973 | Thriller – ein unbarmherziger Film | Schweden | Bo Arne Vibenius  | Der Film war bis 2004 zensiert, da er in der Herleitung der Heldin auch das Thema Kindesmissbrauch filmisch umsetzt. | [ 12 ]             |
| 1974 | Ein Mann sieht rot                 | USA      | Michael Winner    | Selbstjustiz-Krimi, Fortsetzung: Der Mann ohne Gnade (1982)                                                          | [ 3 ]              |
| 1976 | Eine Frau sieht rot                | USA      | Lamont Johnson    | Selbstjustiz-Drama                                                                                                   | [ 2 ]              |
| 1978 | Ich spuck auf dein Grab            | USA      | Meir Zarchi       | Remake I Spit on Your Grave, 2010                                                                                    | [ 3 ] [ 2 ] [ 11 ] |
| 1981 | Die Frau mit der 45er Magnum       | USA      | Abel Ferrara      | Blutiger Rachefeldzug mit feministischen Zügen.                                                                      | [ 2 ] [ 11 ]       |
| 1983 | Dirty Harry kommt zurück           | USA      | Clint Eastwood    | Polizeifilm |                    |
| 1985 | Red Sonja                          | USA      | Richard Fleischer | Actionfilm mit Brigitte Nielsen                                                                                      | [ 13 ]             |
| 1986 | Extremities                        | USA      | Robert M. Young   | Das Drehbuch basiert auf einem Theaterstück. Die Umsetzung erinnert an ein Kammerspiel.                              | [ 2 ]              |

### Filme ab 1990
| Jahr | Filmtitel                           | Land                             | Regie                                    | Anmerkungen | Tipp         |
| ---- | ----------------------------------- | -------------------------------- | ---------------------------------------- | --- | ------------ |
| 1996 | Auge um Auge                        | USA                              | John Schlesinger                         | Das Drehbuch basiert auf einem Roman von Erika Holzer                                                                                         | [ 3 ]        |
| 1996 | Sleepers                            | USA                              | Barry Levinson                           | Nach dem gleichnamigen Roman von Lorenzo Carcaterra                                                                                           |              |
| 1999 | Der Woroschilow-Schütze             | Russland                         | Stanislaw Goworuchin                     | Das Drama wurde mehrfach ausgezeichnet. |              |
| 1996 | Titus                               | USA/IT                           | Julie Taymor                             | Moderne Splatter-Adaptation von Shakespeares Titus Andronicus                                                                                 |              |
| 2000 | Baise-moi (Fick mich!)              | FR                               | Virginie Despentes                       | Pseudo-dokumentarische Literaturverfilmung, zensiert aufgrund von pornografischen Szenen                                                      |              |
| 2002 | Irréversible                        | FR                               | Gaspar Noé                               | Auf dem Stockholm Film Festival ausgezeichnet und 2002 für die Goldene Palme nominiert.                                                       | [ 11 ]       |
| 2002 | Sympathy for Mr. Vengeance          | Südkorea                         | Park Chan-wook                           | 2003: Best Asian Film beim Fant-Asia Film Festival                                                                                            |              |
| 2003 | Dogville                            | div. nordeurop. Länder           | Lars von Trier                           | Im Stil eines Theaterstücks orientiert sich die Handlung des vielfach prämierten Dramas an Bertolt Brechts Seeräuber-Jenny (Dreigroschenoper) | [ 2 ]        |
| 2004 | Shutter                             | Thailand                         | Banjong Pisanthanakun, Parkpoom Wongpoom | Horrorfilm, US-Remake als Shutter – Sie sehen dich (2008), Regie: Masayuki Ochiai                                                             |              |
| 2005 | Bad Reputation                      | USA                              | Jim Hemphill                             | Low-Budget-Film mit Slasher-Elementen | [ 2 ]        |
| 2005 | Hard Candy                          | USA                              | David Slade                              | Selbstjustiz-Thriller, erhielt diverse Auszeichnungen beim Sitges Festival Internacional de Cinema de Catalunya                               |              |
| 2005 | One Way                             | DE/CAN                           | Reto Salimbeni                           | Thriller mit Til Schweiger | [ 2 ]        |
| 2007 | Rise: Blood Hunter                  | USA/Neuseeland                   | Sebastian Gutierrez                      | Vampirfilm |              |
| 2009 | Verblendung                         | Schweden, Dänemark, Norwegen, DE | Niels Arden Oplev                        | Basiert auf dem ersten Roman von Stieg Larssons Millennium-Trilogie. Zwei weitere Teile: Verdammnis und Vergebung                             | [ 2 ] [ 14 ] |
| 2010 | 6 Guns                              | USA                              | Shane Van Dyke                           | Western |              |
| 2010 | I Spit on Your Grave                | USA                              | Steven R. Monroe                         | Remake von Ich spuck auf dein Grab von 1978                                                                                                   |              |
| 2012 | American Mary                       | CAN                              | Jen und Sylvia Soska                     | Erzwungene Körpermodifikation ist hier Teil der Selbstjustiz                                                                                  |              |
| 2013 | I Spit on Your Grave 2              | USA                              | Steven R. Monroe                         | Inhaltlich allein stehende Fortsetzung zu I Spit on Your Grave von 2010                                                                       |              |
| 2013 | Savaged                             | USA                              | Michael S. Ojeda                         | Horrorfilm |              |
| 2013 | We Are Monsters                     | Schweden                         | Sonny Laguna und Tommy Wiklund           | Horrorfilm |              |
| 2016 | Elle                                | FR                               | Paul Verhoeven                           | Zahlreiche Auszeichnungen, insbesondere für Hauptdarstellerin Isabelle Huppert                                                                |              |
| 2017 | Revenge                             | FR                               | Coralie Fargeat                          | Diverse Auszeichnungen u. a. beim Sitges Festival                                                                                             | [ 10 ]       |
| 2018 | The Nightingale – Schrei nach Rache | AUS                              | Jennifer Kent                            | Ausgezeichnet mit insgesamt sechs AACTA Awards                                                                                                | [ 15 ]       |
| 2019 | The Perfection                      | USA                              | Richard Shepard                          | Horror-Thriller um zwei begnadete Cellistinnen                                                                                                | [ 11 ]       |